# Білозорка фіолетова
Білозорка фіолетова (Tachycineta thalassina) — вид горобцеподібних птахів родини ластівкових (Hirundinidae).

## Поширення
Ареал гніздування — напіввідкриті території на заході Північної Америки від Аляски до Мексики. Взимку мігрує до Мексики та Центральної Америки. Тип середовища проживання різниться залежно від географічного розташування та висоти над рівнем моря. По всьому ареалу цих птахів можна зустріти в листяних, хвойних і змішаних лісах, а також у каньйонах і в безпосередній близькості від великих скель. Середовища розмноження і нерозмноження не сильно відрізняються, за винятком того, що середовище розмноження зазвичай знаходиться на нижчих висотах. Було також помічено, що ці ластівки гніздяться навколо будівель у густо населених районах.

## Опис
Дорослі птахи мають довжину 12 см, вагу 14 г. У них зелені верхні частини тіла та череп і білі щоки, шия та живіт. Вони мають глибоко роздвоєний хвіст. Самці мають білу шию, яка тягнеться до очей і вище, самиці трохи тьмяніші та більш коричневого кольору.

## Спосіб життя
Гніздиться в порожнинах дерев або скель, часто невеликими колоніями, гніздо встелене пір'ям. Кладка зазвичай складається з 4-6 яєць.